# Fuerzas Cauris para un Benín Emergente
Fuerzas Cauris para un Benín Emergente (en francés: Forces Cauris pour un Bénin émergent) abreviado como FCBE, es un partido político centrista de Benín fundado por partidarios del expresidente Yayi Boni, y es la principal fuerza política del país. En las elecciones parlamentarias de 2007, obtuvo 35 de los 83 escaños. El partido amplió su representación parlamentaria a 41 escaños en la elección de 2011 que siguieron a la controvertida reelección de Yayi Boni como presidente. En las elecciones presidenciales de Benín de 2016, su candidato, Lionel Zinsou, perdió ante Patrice Talon, y su representación parlamentaria se redujo a 32 escaños.

## Resultados electorales

### Presidencial
|  | 35.78 % |

|  | 74.60 % |

|  | 53.14 % |

|  | 28.43 % |

|  | 34.63 % |

### Legislativo
| Año  | # de votos  | % de votos | # de escaños | +/– | Posición       |
| ---- | ----------- | ---------- | ------------ | --- | -------------- |
| 2007 | Desconocido | Aprox. 30% | 35/83        |     | En el gobierno |
| 2011 | 665.810     | 33.30      | 41/83        | 6   | En el gobierno |
| 2015 | 889.362     | 30.19      | 32/83        | 9   | Oposición      |